# Westerwald
Het Westerwald is vooral een heuvelland (200-500 meter). Slechts enkele toppen komen boven de 500 meter uit, zoals bijv. de Fuchskaute (hoogste top 657 m) en de Alarmstange (545 m). Het Westerwald ligt in de deelstaten Rijnland-Palts, Noordrijn-Westfalen en Hessen. Het gebergte wordt begrensd door de rivieren de Rijn in het westen, de Sieg in het noorden, de Dill in het oosten en de Lahn in het zuiden.
Het gebergte is voor 40 procent bebost en er was in het verleden sprake van de winning van leisteen, klei en ijzererts. Er zijn in het Westerwald tal van grote en middelgrote commerciële en industriële bedrijven, sommige met wereldwijde activiteiten en vestigingen. Die bedrijven richten zich met name op zeer gespecialiseerde machine- en installatietechniek
Toeristisch interessante locaties zijn slot Dillenburg en de steden Siegburg en Limburg an der Lahn.
De dichtstbijzijnde grote stad is Koblenz.
Ardennen ·
Eifel ·
Heuvelland Zuid-Limburg ·
Hoge Venen ·
Hunsrück ·
Kellerwald ·
Lahntal ·
Mittelrheingebiet ·
Moseltal ·
Rothaargebergte ·
Süderbergland ·
Taunus ·
Westerwald